# Campeonato Juvenil Africano de 2001
El Campeonato Juvenil Africano de 2001 se jugó en Etiopía del 18 de marzo al 1 de abril y contó con la participación de 8 selecciones juveniles de África provenientes de una ronda eliminatoria.
Angola venció en la final a Ghana para obtener el título de campeón por primera vez.

## Eliminatoria

### Ronda preliminar
Eritrea and Guinea Bissau se retiraron. Una exención fue dada por ello a Kenya y a Gambia.
| Equipo 1     | Agr.   | Equipo 2          | Ida | Vuelta |
| ------------ | ------ | ----------------- | --- | ------ |
| Eritrea      | w.o.   | Kenia             | -   | -      |
| Guinea-Bisáu | w.o.   | Gambia            | -   | -      |
| Gabón        | 2–2(a) | Guinea Ecuatorial | 2–1 | 0–1    |
| Botsuana     | 1–3    | Suazilandia       | 1–2 | 0–1    |
| Tanzania     | 4–0    | Namibia           | 2–0 | 2–0    |
| Mauricio     | 6–3    | Lesoto            | 4–1 | 2–2    |
| Reunión      | 1–2    | Madagascar        | 1–0 | 0–2    |
| Somalia      | 1–21   | Uganda            | -   | 1–2    |

1- La serie se jugó a partido único.

### Primera ronda
Congo-Brazzaville y Sierra Leone se retiraron. Una exención fue dada por ello a Camerún y a Ghana.
| Equipo 1          | Agr.         | Equipo 2     | Ida | Vuelta |
| ----------------- | ------------ | ------------ | --- | ------ |
| Camerún           | w.o.         | Congo        | -   | -      |
| Sierra Leona      | w.o.         | Ghana        | -   | -      |
| Argelia           | 2–1          | Libia        | 1–0 | 1–1    |
| Guinea Ecuatorial | 0–7          | Malí         | 0–1 | 0–6    |
| Costa de Marfil   | 2–2 (p: 2–4) | Túnez        | 1–1 | 1–1    |
| Gambia            | (a)2–2       | Senegal      | 0–1 | 2–1    |
| Suazilandia       | 3–7          | Angola       | 2–1 | 1–6    |
| Marruecos         | 1–2          | Burkina Faso | 1–0 | 0–2    |
| Sudán             | 3–6          | Nigeria      | 1–2 | 2–4    |
| Tanzania          | 2–4          | Mozambique   | 0–0 | 2–4    |
| Mauricio          | 1–5          | Sudáfrica    | 0–3 | 1–2    |
| Madagascar        | 3–5          | Malaui       | 1–2 | 2–3    |
| Uganda            | 2–3          | Zambia       | 2–3 | 0–0    |
| Kenia             | 0–1          | Egipto       | 0–0 | 0–1    |

### Segunda ronda
| Equipo 1  | Agr.         | Equipo 2     | Ida | Vuelta |
| --------- | ------------ | ------------ | --- | ------ |
| Ghana     | 3–2          | Argelia      | 1–0 | 2–2    |
| Malí      | 3–2          | Túnez        | 2–0 | 1–2    |
| Camerún   | 2–1          | Gambia       | 1–0 | 1–1    |
| Angola    | 2–0          | Burkina Faso | 2–0 | 0–0    |
| Nigeria   | 5–1          | Mozambique   | 3–1 | 2–0    |
| Sudáfrica | 7–5          | Malaui       | 3–3 | 4–2    |
| Zambia    | 0–0 (p: 1–3) | Egipto       | 0–0 | 0–0    |

## Clasificados
| - Angola - Camerún - Egipto - Etiopía (anfitrión) | - Ghana - Malí - Nigeria - Sudáfrica |

## Fase de grupos

### Grupo 1
| País      | J | G | E | P | GF | GC | GD | Pts    |
| --------- | - | - | - | - | -- | -- | -- | ------ |
| Etiopía   | 3 | 1 | 1 | 1 | 6  | 4  | +2 | 4      |
| Egipto    | 2 | 1 | 1 | 0 | 3  | 2  | +1 | 4 (+3) |
| Camerún   | 2 | 1 | 1 | 0 | 3  | 2  | +1 | 4      |
| Sudáfrica | 3 | 0 | 1 | 2 | 3  | 7  | –4 | 1      |

| 18 de marzo                     | Etiopía   | 0–1        | Camerún   |
|                                 | Sudáfrica | 0–1        | Egipto    |
| 21 de marzo                     | Camerún   | 2–2        | Sudáfrica |
|                                 | Egipto    | 2–2        | Etiopía   |
| 24 de marzo                     | Camerún   | abandonado | Egipto    |
| 26 de marzo (postp. del día 24) | Etiopía   | 4–1        | Sudáfrica |

El partido Camerún-Egipto fue abandonado debido a que aficionados furiosos invadieron el campo de juego por temor a que hubiera un pacto para que el partido terminara empatado, lo que provocaría que el anfitrión Etiopía quedara eliminado. El partido fue reprogramado dos días después, pero solo determinaría cual de los dos equipos clasificaba a las semifinales.
| 26 de marzo (play-off) | Camerún | 1–3 | Egipto |

### Grupo 2
| País    | J | G | E | P | GF | GC | GD | Pts |
| ------- | - | - | - | - | -- | -- | -- | --- |
| Ghana   | 3 | 2 | 1 | 0 | 6  | 2  | +4 | 7   |
| Angola  | 3 | 1 | 1 | 1 | 4  | 3  | +1 | 4   |
| Malí    | 3 | 0 | 3 | 0 | 3  | 3  | 0  | 3   |
| Nigeria | 3 | 0 | 1 | 2 | 1  | 6  | –5 | 1   |

| 19 de marzo | Ghana   | 1–0 | Angola  |
|             | Malí    | 0–0 | Nigeria |
| 22 de marzo | Angola  | 2–2 | Malí    |
|             | Nigeria | 1–4 | Ghana   |
| 25 de marzo | Angola  | 2–0 | Nigeria |
|             | Ghana   | 1–1 | Malí    |

## Fase final

### Semifinales
| 28 de marzo de 2001 | Etiopía          | 2 – 5 | Angola                                                           | Adís Abeba, |  |
|                     | Yordanos 19' 69' |       | Garça Amaral 5' · Tomas Lolo 13' · Mantorras 35' 48' · Viana 89' |             |  |

| 28 de marzo de 2001 | Ghana              | 1 – 1 (6 – 5 p) | Egipto          | Adís Abeba, |  |
|                     | Stephen Tetteh 96' |                 | Gamal Hamza 98' |             |  |

## Tercer lugar
| 1 de abril de 2001 | Etiopía | 0 – 2 | Egipto                                     | Adís Abeba,                     |                                 |
|                    |         |       | Ahmed Hossam 3' · Mohammed Abdel Wahed 87' | Asistencia: 30.000 espectadores | Asistencia: 30.000 espectadores |

## Final
| 1 de abril de 2001 | Ghana | 0 – 2 | Angola       | Adís Abeba,                     |                                 |
|                    |       |       | Lolo 57' 85' | Asistencia: 30.000 espectadores | Asistencia: 30.000 espectadores |

## Campeón
| Campeonato Juvenil Africano 2001 |
| -------------------------------- |
| Bandera de Angola                |
| Angola 1º Título                 |

## Clasificados al Mundial Sub-20
| - Angola - Ghana | - Egipto - Etiopía |